# Radivoj Radić
Radivoj Radić (Livno, 22. siječnja 1954.) srpski je povjesničar, bizantolog, pisac i sveučilišni nastavnik.
Radić je osnovnu školu završio u Vrnjačkoj Banji, a gimnaziju u Beogradu. Diplomirao je na beogradskom Filozofskom fakultetu na katedri za povijest 1980. godine. U prosincu 1985. obranio je magistarski rad Oblasni gospodari u Vizantiji krajem 12. i u prvim decenijama 13. veka. U toku akademske godine 1985./1986. boravio je sedam mjeseci u Ateni na specijalizaciji kao stipendist grčke vlade. Doktorsku disertaciju Vreme Jovana V Paleologa obranio je u prosincu 1991. na Filozofskom fakultetu u Beogradu. Na postdoktorskom usavršavanju bio je tijekom akademske godine 1997./1998. u Centru za bizantske studije »Damberton Ouks« u Washingtonu.
Na Biznatološkom institutu SANU-a zaposlen je od 1978., a trenutno obnaša dužnost zamjenika ravnatelja instituta. Od 1994. zaposlen je na Filozofskom fakultetu kao docent, a od 2007. je redovni profesor i predstojnik katedre za bizantologiju. Predaje i na Filozofskom fakultetu u Banja Luci od jeseni 1994., kao i na Filozofskom fakultetu u Nišu od jeseni 1999. godine. Na Filozofskom fakultet Sveučilišta u Prištini, s privremenim sjedištem u Kosovskoj Mitrovici, predaje povijest Bizanta i povijest Srednjega vijeka.
Do 2007. Radivoj Radić je sudjelovao na tridesetak stručnih i znanstvenih skupova u zemlji i inozemstvu te objavio preko 120 znanstvenih radova. Za knjigu Vreme Jovana V Paleologa (1332—1391) godine 1993. dobio je Oktobarsku nagradu grada Beograda za znanost. Suradnik je i Enciklopedijskog prosopografskog leksikona bizantske povijestii civilizacije koji se izdaje u Ateni, kao i član redakcije Zbornika radova Bizantološkog instituta (ZRVI) i Srpskog komiteta za bizantologiju. Bio je i gostujući profesor na Pravoslavnom bogoslovnom fakultetu u Beogradu.
Pored akademske karijere, Radić se naročito bavi i popularizacijom povijesnih znanosti i posebno bizantske povijesti i kulture.

## Djela
(odabrana biliografija)
- Oblasni gospodari u Vizantiji krajem 12. i u prvim decenijama 13. veka., ZRVI 24—25. (1986), 151—290.
- Vreme Jovana V Paleologa (1332—1391), Beograd, 1993.
- Strah u poznoj Vizantiji 1180—1453, I — II, Beograd, 2000.
- Iz Carigrada u srpske zemlje, Studije iz vizantijske i srpske istorije, Beograd, 2003.
- Srbi pre Adama i posle njega, Istorija jedne zloupotrebe: Slovo protiv „novoromantičara“, Beograd, 2005. (drugo dopunjeno izdanje).
- Vizantija, purpur i pergament, Evoluta, Beograd, 2006.
- Carigrad, priče sa Bosfora, Evoluta, Beograd, 2007.
- Vizantija i Srbija, Stubovi kulture, Beograd, 2010
- Konstantin Veliki, nadmoć hrišćanstva, Evoluta, Beograd, 2010.
- Romejski svet - kratka istorija svakodnevnog života u Vizantiji, Zavod za izdavanje udžbenika, Beograd, 2012.
- Stari Sloveni, Kreativni centar, Beograd, 2011.
- Srednjovekovni putovođa, JK Službeni glasnik, Beograd, 2011.
- Strah u poznoj Vizantiji 1180-1453,Evoluta, Beograd, 2014., II. izdanje
- Drugo lice Vizantije - nekoliko sporednih tema, Evoluta, Beograd, 2014.